# Platinum & Gold Collection
Platinum & Gold Collection är ett samlingsalbum med den amerikanska sångerskan Toni Braxton, släppt år 2004. Albumet innehåller många av Braxtons musiksinglar som nått guld- eller platinastatus. Cd:n släpptes globalt men aldrig innanför USA. Trots detta klättrade albumet till en 78:e plats på USA:s R&B-lista. 

## Innehållsförteckning
1. "Another Sad Love Song"
2. "Breathe Again"
3. "How Could an Angel Break My Heart" (Remixversion)
4. "I Belong to You"
5. "You Mean the World to Me"
6. "Un-Break My Heart"
7. "How Many Ways" (R. Kelly Remix)
8. "He Wasn't Man Enough"
9. "Maybe" (Radio Edit Mix)
10. "A Better Man"
11. "Hit the Freeway"
12. "Spanish Guitar" (HQ2 Radio Edit)

## Listor
| Land                               | Topp position | Certifikat         | Försäljning |
| ---------------------------------- | ------------- | ------------------ | ----------- |
| Amerikanska Hot R&B/Hip-Hop Albums | 78            | Aldrig certifierad |             |